# 庫克冰川 (南喬治亞島)
54°27′S 36°11′W / 54.450°S 36.183°W
庫克冰川是南極洲的冰川，位於南喬治亞島北岸，最終注入聖安德魯斯灣，德國研究隊把冰川以英國探險家詹姆斯·庫克命名。